# Plastic Bomb
Plastic Bomb ist eine deutsche Zeitschrift für Punkrock, Hardcore und Alternative. Im Heft findet man außerdem Besprechungen von Comics, Büchern und Filmen. Das Magazin Plastic Bomb gibt es neben der Printausgabe, die seit dem 1. Januar 1993 erscheint, auch als E-Zine. Der Printausgabe lag bis Ausgabe 103 jeweils eine CD bei. Es erscheint vierteljährlich, mit einer gedruckten Auflage von 8000 Exemplaren, auch im regulären Zeitschriftenhandel. Herausgegeben wird Magazin von der Plastic Bomb GmbH mit Sitz in Duisburg.
Die Zeitschrift Plastic Bomb startete als Fanzine, wird inzwischen aber professionell hergestellt und vertrieben, unter anderem auch an ca. 2500 Abonnenten. Es war nach dem Ox das zweite Punk-Magazin in Deutschland, das mit CD-Beilage erschien. Plastic Bomb ist im ganzen deutschsprachigen Raum z. B. an Bahnhofskiosken, Flughäfen oder kleineren Shops erhältlich.
Das Magazin tritt für eine linkspolitisch und antifaschistisch ausgerichtete Punkszene ein, was sich in vielen Artikeln spiegelt.
Fester Bestandteil von Plastic Bomb sind die Vorworte der verschiedenen Redakteure, die dort sehr subjektive und intime Texte veröffentlichen, welche z. T. im Kolumnenstil gehalten sind.

## Label
Parallel zur Zeitschrift hat sich ein eigenständiges Label entwickelt. Da es Anfang der 1990er für Punkbands relativ schwer war einen Plattenvertrag zu bekommen, entstand bei den Machern des Plastic Bomb Fanzines die Idee, Bands, die man selbst mag, auch zu produzieren. In der Folgezeit wurden CDs von Gruppen wie Vageenas, No Respect, Rasta Knast oder Trend auf dem Plastic Bomb Label veröffentlicht. Außerdem wurden Veröffentlichungen von z. B. D.O.A., Real McKenzies, Deadline oder Forgotten für Deutschland auf dem Unterlabel Social Bomb lizenziert.
Bis ins Jahr 2007 gehörte auch Farewell Records zu Plastic Bomb. Dort erschien unter anderem das letzte Album der Band Poison Idea, Latest Will and Testament. Mittlerweile wird Farewell eigenständig geführt.